# Île Conchagüita
Pour les articles homonymes, voir Conchagüita.
L'île Conchagüita est une île volcanique du golfe de Fonseca, dans l'océan Pacifique à la frontière sud-est de la république du Salvador. Elle appartient administrativement au département de La Unión et de la commune de Meanguera del Golfo.
En octobre 1892, un tremblement de terre déclencha un important glissement de terrain sur le stratovolcan Conchagüita . On supposait pour la première fois que le nuage de poussière ainsi créé était de nouvelles cendres volcaniques. L'événement a été discrédité comme une éruption volcanique par la Smithsonian Institution